# Liceu de Vefa
El Liceu de Vefa (en turc: Vefa Lisesi) és una escola secundaria en el barri de Vefa, Istanbul, en el districte Fatih, establert el 1872, en temps otomans. Es troba prop de la Mesquita de Kalenderhane.
Entre els graduats d'aquesta escola es troben actors com a Şener Şen, Kemal Sunal, i Müjdat Gezen, tots comediants, i Hüseyin Cahit Yalçın i Uğur Dündar, periodistes de renom. També van estudiar en aquest liceu varies polítics turcs, entre ells Şemsettin Günaltay, Primer Ministre de Turquia per poc més d'un any (1949-50).